# Elizabeth Armstrong
Elizabeth "Betsey" Armstrong (ur. 31 stycznia 1983) – amerykańska piłkarka wodna. Dwukrotna medalistka olimpijska.
Jest bramkarką. W reprezentacji debiutowała w 2006, wcześniej znajdowała się w kadrach juniorskich. Brała udział w dwóch igrzyskach (IO 08, IO 12), na obu zdobywała medale. Amerykanki były drugie w Pekinie i triumfowały w Londynie. Z kadrą brała udział m.in. w mistrzostwach świata w 2007 i 2009 (tytuły mistrzowskie). W 2007 i 2011 zwyciężała w igrzyskach panamerykańskich. W 2010 została wybrana piłkarką wodną roku przez FINA.